# Nadia Lawrence
Nadia Patricia Lawrence (29 novembre 1989) è una calciatrice gallese, di ruolo attaccante.